# یاسترب (روستا)
یاسترب (به بلغاری: Yastreb) یک منطقهٔ مسکونی در بلغارستان است که در شهرستان کاردژالی واقع شده‌است.